# Salvia buchananii
Salvia buchananii es una planta herbácea perteneciente a la familia de las lamiáceas. Es originaria de México.

## Descripción
Es un arbusto herbáceo perenne que no se conoce actualmente en estado salvaje, pero que se presume que es de México. Alcanza un tamaño de 30-60 cm de altura y 30 cm de ancho, con hojas de color verde brillante ampliamente espaciadas a lo largo del tallo. Las flores son de un color magenta, de cerca de 6 cm de largo, que rara vez producen semillas.
Esta planta se ha ganado el Premio al Mérito Garden de la Royal Horticultural Society.

## Taxonomía
Salvia buchananii fue descrita por Ian Charleson Hedge y publicado en Botanical Magazine 174: t. 430. 1963.
Etimología
Ver: Salvia
buchananii: epíteto otorgado en honor de Sir Charles Buchanan que tomó la semilla de una planta de jardín en la Ciudad de México y la llevó a Inglaterra alrededor de 1960, donde fue cultivada.